# Fissurella barbadensis
Fissurella barbadensis är en snäckart som först beskrevs av Gmelin 1791.  Fissurella barbadensis ingår i släktet Fissurella och familjen nyckelhålssnäckor. Inga underarter finns listade i Catalogue of Life.